# Старда
Старда (італ. Starda) — село в італійському муніципалітеті Гайоле-ін-К'янті, у провінції Сієна, що в Тоскані.

## Історія
Село Старда виникло близько 1000 року, в ранньому середньовіччі, ймовірно, засноване графами Гвіді. Розташоване у стратегічному місці вздовж дороги, що веде до Монтеваркі, в районі Ареццо, воно кілька разів оскаржувалося між флорентійцями та сієнцями.
Занепадаючи з XV століття, село та замок незабаром відмовилися від своєї оборонної функції, ставши більш відвідуваним місцем відпочинку для мандрівників, також завдяки створенню важливого ринку.
У 1833 році село Старда нараховувало 192 мешканці. Наприкінці XX століття село було перетворено на агротуристично-виноробну компанію.

## Пам'ятки та визначні місця

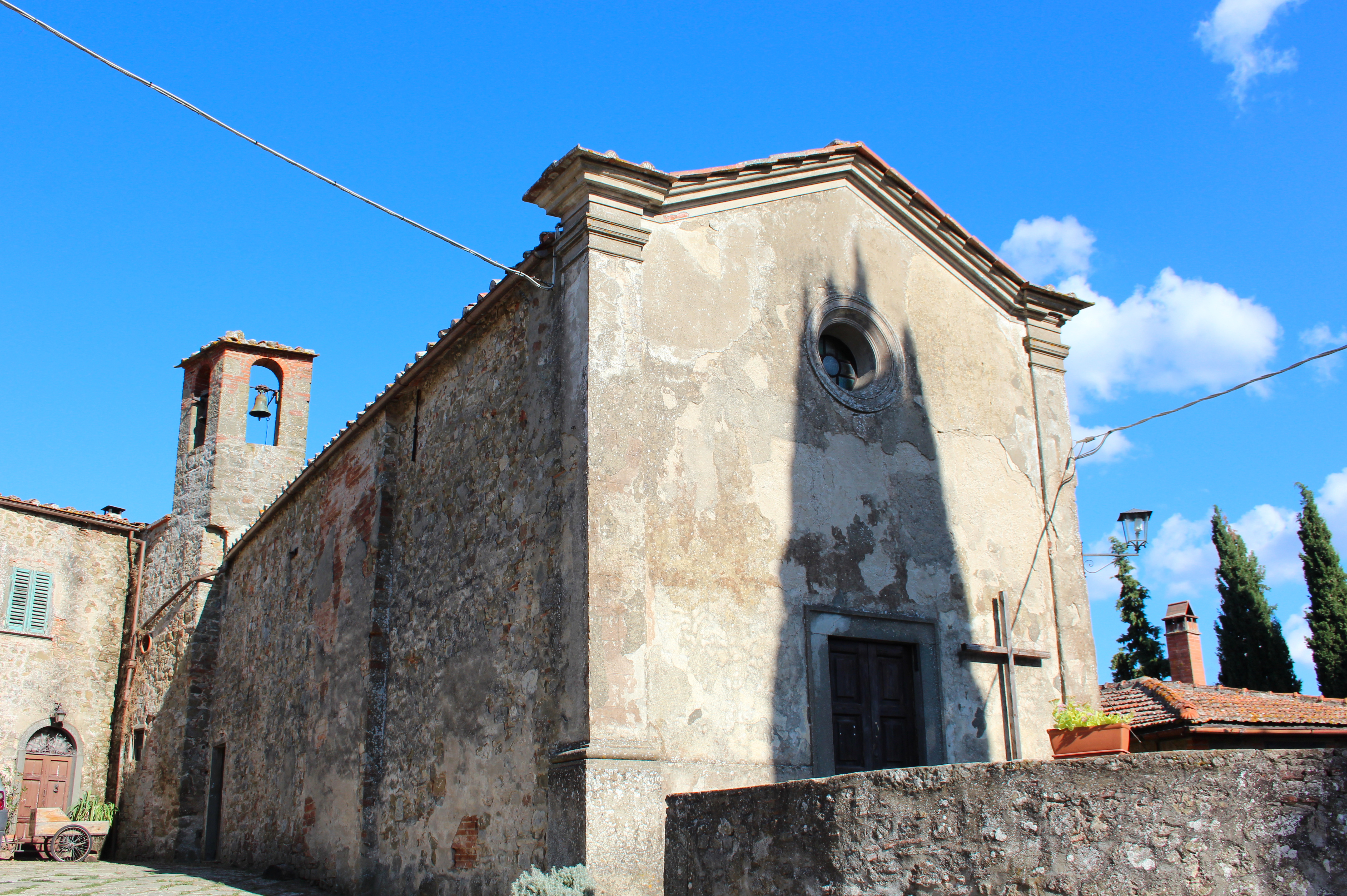
Церква Сан-Мартіно

- Церква Сан-Мартіно;